# Capricho de Londres con el puerto, el Banco de Inglaterra, el Monumento y la catedral de San Pablo
Capricho de Londres con el puerto, el Banco de Inglaterra, el Monumento y la catedral de San Pablo es un óleo realizado por alguno de los miembros de la familia Griffier, de origen neerlandés y que alcanzaron una gran notoriedad en Reino Unido. Jan Griffier y sus hijos, Jan y Robert, destacan por su pintura de paisaje, lo cual compone buena parte su producción artística.

## Descripción de la obra
Este lienzo muestra una vista de Londres a casi un siglo del devastador incendio de septiembre de 1666, por lo que en la pintura se puede observar la ciudad reconstruida casi en su totalidad, proceso que inició un año después del siniestro, conservándose la traza original de la ciudad británica.
En el primer plano de la obra desfila una pareja cortesana ataviados según la época de Jorge II, junto con posiblemente su servidumbre de raza negra, así como un par de caballos con su jinete. El artista retrató el auge comercial del siglo XVII, el cual se puede observar por el abundante número de naves mercantes sobre el Támesis y por las actividades mercantiles que se desarrollan en el segundo plano de la pintura.
En el centro destaca el Monumento erigido en 1677 por el arquitecto sir Christopher Wren, quien fue el principal responsable de la reconstrucción de la ciudad después del incendio. Dicha columna de 61 metros de altura que fue construida en el sitio donde comenzó el fuego, cuyo proyecto para rematar la columna dórica, tal y como se plasmó en la pintura, fue con una mujer empuñando una espada como alegoría de la victoria, aunque en el monumento se decidió por colocar urna llameante de bronce. El otro punto que recuerda el incendio es el Niño dorado de la esquina Pye, sitio donde terminó el fuego
Más allá del caserío aparece la catedral de San Pablo, de estilo barroco tipo inglés, proyectada por Wren entre 1676 y 1710 en el Ludgate Hill, el punto más alto de Londres, como parte de la reconstrucción de la ciudad y del reemplazo de las iglesias que se habían perdido durante dicho acontecimiento. En la pintura se puede identificar la catedral por la cúpula, elemento emblemático de su construcción.